# Pont de Vierzon
Le pont de Vierzon est un pont ferroviaire français qui franchit la Loire et qui relie les villes d'Orléans et de Saint-Jean-le-Blanc dans le département du Loiret en région Centre-Val de Loire.
Il est inclus dans le périmètre du Val de Loire classé au patrimoine mondial de l'UNESCO.

## Situation ferroviaire
Il est situé entre les points kilométriques, 123,977 et 124,432 de la ligne des Aubrais - Orléans à Montauban-Ville-Bourbon.

## Histoire
Le premier pont a été construit en 1843. La ligne a été ouverte à la circulation le 19 juillet 1847 mais empruntait un pont provisoire en bois à la suite de la destruction de deux piles du viaduc en maçonnerie pendant sa construction à la suite d'une crue de la Loire en 1846. L'ouvrage définitif a été totalement détruit dans un bombardement en 1944 au cours de la Seconde Guerre mondiale puis reconstruit en 1947.

## Description
Conçu pour le passage de deux voies, il comporte douze arches dont onze de 42 m d'ouverture et une 11 m. Sa longueur est de 455 m et sa largeur de 8,20 m.

## Pour approfondir